# Nachtwach
Nachtwach war eine Schweizer Call-in-Sendung, die parallel auf dem Radiosender Radio SRF 3 und dem Fernsehsender SRF 1 wöchentlich (früher von Montag auf Dienstag, ab dem 22. August 2011 von Dienstag auf Mittwoch) ab Mitternacht live gesendet und einen Tag später als Podcast angeboten wurde. Nachtwach ging am 18. Februar 2007 erstmals auf Sendung.
In jeder Sendung wurde ein Thema gewählt, über das die Zuschauer sich telefonisch mit der Moderatorin Barbara Bürer unterhielten. Als Themen wurden oft Lebens- und Alltagsgeschichten aufgegriffen, wie zum Beispiel die Frage, was die Zuschauer sammeln oder welche Ängste sie haben. Obschon im Hintergrund eine psychologische Betreuerin die Sendung verfolgte und bestimmte Anrufer intensiver und auch nach der Sendezeit betreute, verstand sich nachtwach selbst nicht als Ratgeber-Sendung. Die Sendung wurde nach 12 Jahren Ende 2018 aus Spargründen eingestellt.
In Deutschland strahlt Radio bigFM jeweils am späten Sonntagabend einen wöchentlichen nighttalk aus. Ein ähnliches Format versuchten TeleZüri und Radio 24 unter dem Titel Night Talk. Bereits 1988 hatten RTL Radio und RTL 4 mit einem Nighttalk dieses Format ausprobiert.